# Czworokąt

Przykładowe czworokąty – w kolejnych wierszach kwadrat, romb niebędący kwadratem, prostokąt niebędący kwadratem, trapez niebędący równoległobokiem, równoległobok niebędący prostokątem ani rombem, czworokąt wklęsły.

Czworokąt, czworobok – wielokąt płaski o czterech bokach. Każdy czworokąt ma dwie przekątne – odcinki łączące dwa niesąsiednie wierzchołki.

## Typy
Wyróżnia się kilka typów czworokątów na podstawie:
- relacji między bokami jak ich równoległość lub równość ich długości;
- miar kątów;
- symetrii.

Przykładowe kategorie to:
- trapezy – mające co najmniej jedną parę boków równoległych;
- trapezoidy pozbawione tej cechy, czasem też definiowane wypukłością;
- deltoidy zdefiniowane symetrią, czasem też innymi warunkami.

Do tych pierwszych należą:
- równoległoboki mające także drugą parę boków równoległych;
- szczególne przypadki powyższych: prostokąty i romby;
- kwadraty – czworokąty foremne, czyli przekrój zbiorów prostokątów i rombów.

| nazwa         | definicja                                                 | przekątne                                                       | szczególne przypadki (odmiany) | uogólnienia             |
| ------------- | --------------------------------------------------------- | --------------------------------------------------------------- | ------------------------------ | ----------------------- |
| trapez        | para boków równoległych                                   |                                                                 | równoległobok                  |                         |
| równoległobok | dwie pary boków równoległych                              | przecinają się w połowie                                        | prostokąt i romb               | trapez                  |
| prostokąt     | wszystkie kąty proste                                     | są równej długości i przecinają się w połowie                   | kwadrat                        | równoległobok           |
| romb          | równe wszystkie boki                                      | przecinają się pod kątem prostym w połowie                      | kwadrat                        | równoległobok i deltoid |
| kwadrat       | równe wszystkie boki, a wszystkie kąty proste             | są równej długości i przecinają się pod kątem prostym w połowie |                                | prostokąt i romb        |
| deltoid       | jedna z przekątnych zawiera się w osi symetrii czworokąta | przecinają się pod kątem prostym i jedna dzieli drugą w połowie | romb                           |                         |

## Własności
- W każdym czworokącie suma miar kątów wewnętrznych wynosi 360°[1].
- Jeśli czworokąt jest wypukły, to jego pole powierzchni można opisać wzorem:

{\displaystyle S={\frac {1}{2}}d_{1}d_{2}\sin {\varphi },}
gdzie {\displaystyle d_{1}} i {\displaystyle d_{2}} to długości przekątnych, a {\displaystyle \varphi } to miara dowolnego kąta między tymi przekątnymi.
- Na czworokącie da się opisać okrąg wtedy i tylko wtedy, gdy sumy miar przeciwległych kątów wewnętrznych wynoszą 180°[1]. Innego kryterium dostarcza twierdzenie Ptolemeusza.
- W czworokąt da się wpisać okrąg wtedy i tylko wtedy, gdy sumy długości przeciwległych boków czworokąta są równe[1] – por. twierdzenie Pitota.